# Patricia Boser
Patricia «Patty» Boser (* 23. September 1967) ist eine Schweizer Moderatorin.

## Leben
Boser arbeitete als Radiomoderatorin bei Radio 24. 1992 brach sie zusammen mit Siro Barino den Weltrekord im Dauermoderieren.
Schweizweit bekannt wurde Boser vor allem durch die Fernsehsendungen ZüriDate (welches später durch die Gründung von Tele24 in SwissDate umbenannt wurde) und Lifestyle, welche auf dem Privatsender TeleZüri und weiteren Privat-TV-Stationen ausgestrahlt wird. Von Juni 2015 bis Dezember 2018 hatte Patty Boser bei TeleZüri ihre eigene Sendung Boser & Böser, die Tratsch und Klatsch zum Inhalt hatte. Boser verfügt über eine Schauspielausbildung und hatte in der Soap Lüthi und Blanc eine kleinere Rolle.
Boser ist geschieden und hat einen Sohn.

## Auszeichnungen
- Prix Walo 2011 in der Kategorie Publikumsliebling.[4]